# Plejone (roślina)
Plejone (Pleione) – rodzaj roślin z rodziny storczykowatych (Orchidaceae). Obejmuje 16 gatunków oraz 6 hybryd. Rośliny z tego rodzaju występują w krajach Azji Południowo-Wschodniej, w południowych i wschodnich Chinach, w Tybecie, na Tajwanie, w indyjskiej prowincji Asam, w Bangladeszu, Nepalu, Laosie, Mjanmie, Tajlandii i Wietnamie.
Przedstawiciele rodzaju przystosowali się do wilgotnych i gorących subtropikalnych warunków górskich lasów przez spędzanie zimy w uśpieniu. Rośliny można znaleźć na różnych stanowiskach, jednakże najczęściej rosną w półcieniu. Niektóre gatunki można spotkać na wysokościach nawet do 3100 m n.p.m. W czasie zimy rośliny zrzucają liście oraz obumiera większość korzeni, które odrastają wiosną. Niektóre gatunki kwitną wiosną, od marca do kwietnia, a dopiero później rozwijają nowe liście i korzenie. Niektóre gatunki kwitną jesienią po tym, jak ustają deszcze i zrzucone zostaną liście.
W chińskiej medycynie naturalnej pseudobulwy są wykorzystywane do leczenia czyraków, guzów oraz ukąszeń po wężach.

## Morfologia
Niewielkie rośliny, naziemne, epilityczne lub litofityczne. Pseudobulwy skupione blisko siebie, owalne z 1–2 liśćmi na szczycie. Liście opadają jesienią. Liście lancetowate, długie. Kwiatostan jeden lub kilka z jednej pseudobulwy. Najczęściej kwiat pojedynczy, czasem kwiatostan z dwoma kwiatami. Kwiaty bardzo efektowne, czasami także pachnące, zwykle białe, różowe lub karmazynowe, bardzo rzadko żółte. Warżka trójklapowa, prętosłup prosty, z czterema pyłkowinami.

## Systematyka
Rodzaj sklasyfikowany do podplemienia Coelogyninae w plemieniu Arethuseae, podrodzina epidendronowe (Epidendroideae), rodzina storczykowate (Orchidaceae), rząd szparagowce (Asparagales) w obrębie roślin jednoliściennych.
Wykaz gatunków
- Pleione albiflora P.J.Cribb & C.Z.Tang
- Pleione arunachalensis Hareesh, Kumar & M.Sabu
- Pleione aurita P.J.Cribb & H.Pfennig
- Pleione autumnalis S.C.Chen & G.H.Zhu
- Pleione bulbocodioides (Franch.) Rolfe
- Pleione chunii C.L.Tso
- Pleione coronaria P.J.Cribb & C.Z.Tang
- Pleione dilamellata Z.J.Liu, O.Gruss & L.J.Chen
- Pleione formosana Hayata
- Pleione forrestii Schltr.
- Pleione grandiflora (Rolfe) Rolfe
- Pleione hookeriana (Lindl.) Rollisson
- Pleione hui Schltr.
- Pleione humilis (Sm.) D.Don
- Pleione jinhuana Z.J.Liu, M.T.Jiang & S.R.Lan
- Pleione kaatiae P.H.Peeters
- Pleione limprichtii Schltr.
- Pleione maculata (Lindl.) Lindl. & Paxton
- Pleione microphylla S.C.Chen & Z.H.Tsi
- Pleione pleionoides (Kraenzl.) Braem & H.Mohr
- Pleione praecox (Sm.) D.Don
- Pleione saxicola Tang & F.T.Wang ex S.C.Chen
- Pleione scopulorum W.W.Sm.
- Pleione vietnamensis Aver. & P.J.Cribb
- Pleione yunnanensis (Rolfe) Rolfe

Hybrydy
- Pleione × baoshanensis W.Zhang & S.B.Zhang
- Pleione × christianii Perner
- Pleione × confusa P.J.Cribb & C.Z.Tang
- Pleione × kingdonwardii P.J.Cribb & Butterf.
- Pleione × kohlsii Braem
- Pleione × lagenaria Lindl. & Paxton
- Pleione × maoershanensis W.Zhang & S.B.Zhang
- Pleione × taliensis P.J.Cribb & Butterf.